# Andrey Serdyukov
Andrey Nikolaevich Serdyukov (em russo:  Андрей Николаевич Сердюков; Uglegorsky, 4 de março de 1962) é um coronel-general das Forças Aerotransportadas Russas que foi seu comandante de 2016 a 2022. Ele também comandou o Grupo Operacional das Forças Armadas Russas na Síria de 2022 a 2023 e é Chefe do Estado-Maior Conjunto da Organização do Tratado de Segurança Coletiva desde 2023. É condecorado com o título de Herói da Federação Russa.
Serdyukov serviu nas Forças Aerotransportadas Soviéticas como oficial subalterno e ascendeu ao comando de batalhão. Ele se formou na Academia Militar Frunze e se tornou vice-comandante regimental nas Tropas Aerotransportadas Russas e depois comandante regimental. Serdyukov lutou na Primeira Guerra da Chechênia e serviu como vice-comandante de brigada em Kosovo, participando do Incidente no aeroporto de Pristina. Entre 2002 e 2003, ele liderou a 138ª Brigada de Fuzileiros Motorizados da Guarda e em 2004 assumiu o comando da 106ª Divisão Aerotransportada da Guarda.
Depois de se formar na Academia Militar do Estado-Maior Geral em 2009, Serdyukov tornou-se vice-comandante do 5º Exército da Bandeira Vermelha, assumindo o comando do exército em 2011. Em 2013, ele se tornou vice-comandante e depois chefe do Estado-Maior do Distrito Militar do Sul. Enquanto estava nesta posição, Serdyukov liderou tropas na anexação da Crimeia pela Federação Russa e comandou tropas russas no Donbass. Ele se tornou comandante das Tropas Aerotransportadas Russas em outubro de 2016 e foi substituído em junho de 2022 por Mikhail Teplinsky.

## Início da vida e carreira militar soviética
De acordo com fontes oficiais russas, Serdyukov nasceu em 4 de março de 1962 em Uglegorsky, no distrito de Tatsinsky, Oblast de Rostov. Outras fontes afirmam que ele nasceu em Amvrosiivka. Em 1983, ele se formou na Escola Superior de Comando Aerotransportado de Ryazan. Ele se tornou comandante de um pelotão de reconhecimento da companhia de reconhecimento regimental da 104ª Divisão Aerotransportada de Guardas. Serdyukov tornou-se vice-comandante de companhia, comandante de companhia, chefe de estado-maior, vice-comandante de batalhão e, em seguida, comandante de batalhão.

## Carreira nas Forças Armadas Russas
Em 1993, Serdyukov se formou na Academia Militar Frunze. Ele se tornou vice-comandante de um regimento na 76ª Divisão Aerotransportada de Guardas. Serdyukov lutou na Primeira Guerra da Chechênia. Em 1995, ele assumiu o comando do 237º Regimento Aerotransportado de Guardas da divisão. Entre 1997 e 1998, ele foi chefe de estado-maior, vice-comandante e comandante do 104º Regimento Aerotransportado de Guardas da divisão. Mais tarde, ele foi vice-comandante da divisão.
Serdyukov foi durante um ano vice-comandante de brigada de unidades russas no Kosovo. No Kosovo, participou do incidente no aeroporto de Pristina, um impasse entre as tropas russas e as forças de manutenção da paz da OTAN (KFOR).
Serdyukov serviu em duas rotações de um ano na Chechênia.
Em 10 de março de 2002, Serdyukov tornou-se comandante interino da 138ª Brigada de Fuzileiros Motorizados da Guarda no Distrito Militar de Leningrado. Ele foi confirmado no cargo em 11 de julho de 2002 e comandou a brigada até 9 de junho de 2003. De junho de 2004 a 2007, Serdyukov foi comandante da 106ª Divisão Aerotransportada da Guarda.

### Estado-Maior (2009)
Após sua graduação em 2009 na Academia Militar do Estado-Maior Geral, Serdyukov tornou-se vice-comandante do 5º Exército da Bandeira Vermelha. Ele assumiu o comando do exército em janeiro de 2011. Em fevereiro de 2013, Serdyukov tornou-se vice-comandante do Distrito Militar do Sul. Em 4 de outubro de 2013, Serdyukov tornou-se chefe do Estado-Maior e primeiro vice-comandante do Distrito Militar do Sul.

### Crimeia e Donbass (2014-2015)
Serdyukov liderou as forças russas na anexação da Crimeia pela Federação Russa na primavera de 2014. Usando o nome de código "Sedov", Serdyukov comandou o agrupamento de tropas russas no Donbass em agosto de 2015. Em junho de 2022, Serdyukov foi incluído na "Lista de Sanções Autônomas (Pessoas e Entidades Designadas e Pessoas Declaradas - Ucrânia) 2014" da Austrália.

### Comandante das tropas aerotransportadas (2016-2019)
Em 4 de outubro de 2016, Serdyukov foi nomeado comandante das Tropas Aerotransportadas Russas, substituindo o Coronel-General Vladimir Shamanov. Ele recebeu a bandeira aerotransportada das mãos do Ministro da Defesa Sergey Shoygu, em 10 de outubro.

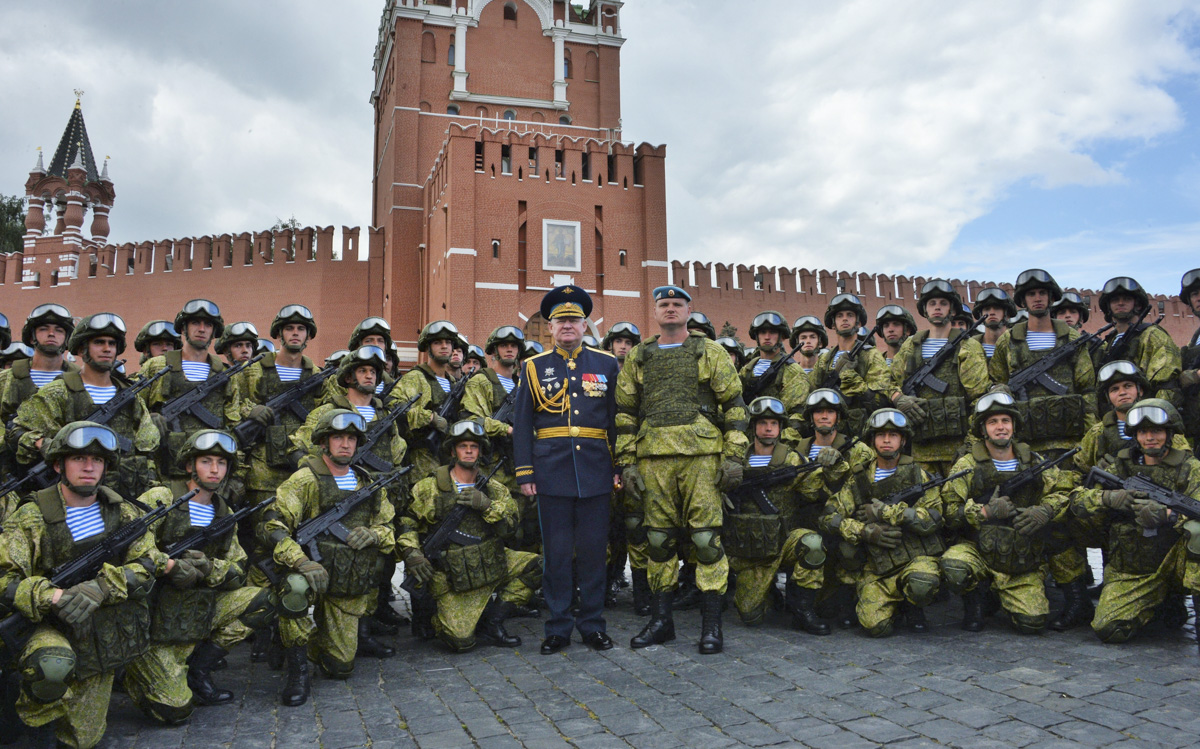
Militares das Forças Aerotransportadas, com o General Serdyukov no centro, em frente à Spasskaya Bashnya no Dia dos Paraquedistas em 2020.

Em 15 de setembro de 2017, Serdyukov ficou gravemente ferido durante um acidente na rodovia R21, na região de Murmansk, enquanto supervisionava exercícios aerotransportados: um Chevrolet Lanos colidiu com sua minivan, capotando-a. O acidente foi relatado na mídia russa quatro dias depois, com Serdyukov relatado como estando em "condição satisfatória" com um traumatismo craniocerebral grave e fratura nas costas; ele foi levado para a unidade de terapia intensiva do 1469º Hospital Militar Naval da Frota do Norte. O subcomandante das Tropas Aerotransportadas, o Major-General Vladimir Kochetkov, também sofreu fraturas, enquanto o motorista do automóvel de passageiros morreu. Serdyukov se recuperou em 15 de novembro, quando presidiu uma reunião do Conselho Militar das Tropas Aerotransportadas.

### Síria (2019)
De 10 de abril de 2019 até o final de setembro de 2019, ele foi o comandante das tropas para a intervenção militar russa na Guerra Civil Síria na Síria.

### Soldados da Paz da CSTO no Cazaquistão (2022)
Em 7 de janeiro de 2022, foi nomeado comandante das forças de manutenção da paz da CSTO no Cazaquistão.

### Invasão russa da Ucrânia (2022)
Em 2 de fevereiro de 2022, Serdyukov foi citado pelo Financial Times como comandante das tropas russas que seriam enviadas para a Ucrânia, se tal ação fosse tomada. Em 19 de junho de 2022, foi relatado pelo porta-voz civil-militar de Odessa, Serhiy Bratchuk, que Vladimir Putin havia demitido Serdyukov por sua tentativa fracassada de tomar o campo de aviação de Hostomel, onde poucos dos soldados invasores sobreviveram. Isto foi confirmado por relatos da comunicação social russa. Ele foi substituído pelo Coronel-General Mikhail Teplinsky. Após sua demissão, Serdyukov foi enviado para a Síria para comandar o Grupo de Forças Russo naquele país.

### Chefe do Estado-Maior do CSTO
Em novembro de 2023, foi nomeado chefe do Estado-Maior Conjunto da CSTO.

### Sanções
Ele foi sancionado pelo governo do Reino Unido em 2022 em relação à Guerra Russo-Ucraniana.

## Prêmios e condecorações
Serdyukov recebeu os seguintes prêmios.
- Herói da Federação Russa (2016)
- Ordem "Por Mérito à Pátria", 3ª e 4ª classes (com Espadas)
- Ordem de Alexandre Nevsky
- Ordem da Coragem
- Ordem de Honra
- Ordem pelo Serviço à Pátria nas Forças Armadas da URSS, 3ª classe
- Ordem do Mérito Militar
- Especialista Militar Homenageado da Federação Russa